# گارگ مولر
گارگ مولر (به انگلیسی: Greg Mueller) نام یک شخصیت در سری بازی رایانه ای رزیدنت ایول است. مولر پژوهشگر شرکت آمبرلا در مقر شهر راکون و دشمن اصلی در بازی رزیدنت اویل: شیوع بود. او در کنار مونیکا و یوکو سوزوکی یه ساختمان اصلی این مقر پیوسته بود. گارگ مولر یک متخصص ویروس‌شناس برجسته بود که در پیرامون پروژهٔ تایرانت فعالیت می‌کرد. مولر موفق شده بود تا برای ویروس T یک ضدویروس به نام Daylight کشف کند. او از شرکت آمبرلا جدا شده بود و برای آمبرلا دردسرساز بود به همین دلیل سرانجام به دست نیکولای گینووائف کشته شد.
- حضور او در این سری: رزیدنت اویل: شیوع.